# Iizuka (Fukuoka)
Iizuka je město nacházející se v prefektuře Fukuoka, na ostrově Kjúšú, Japonsko. Město bylo založena roku 1932.
Město za industrializace Japonska, bylo centrem těžby uhlí v oblasti. Dnes jsou doly již uzavřené.

## Zajímavost
Narodil se zde japonský politik Taró Asó.